# شتورمجيشوتس

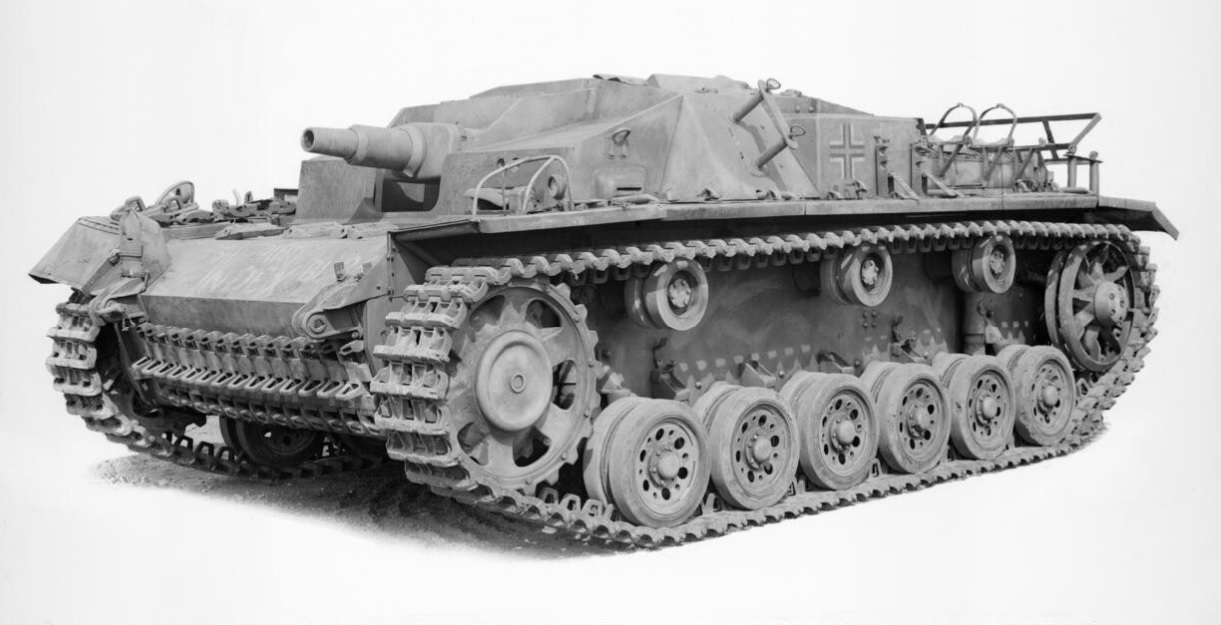
نسخة مبكرة من Sturmgeschütz (StuG III Ausf. ج / د)

Sturmgeschütz شتورمجيشوتس (أو StuG) التي تعني «بندقية هجومية» كانت سلسلة من المركبات المدرعة التي استخدمتها كل من الفيرماخت الألماني وتشكيلات فافن إس إس المدرعة خلال الحرب العالمية الثانية التي كانت تتكون أساسًا من شتورمجيشوتس 3 وشتورمجيشوتس 4. الأكثر شيوعًا بين الاثنين، شتورمجيشوتس 3، تم بناؤه على هيكل دبابة بانزر-3. تم تسمية شتورمجيشوتس 3 في البداية بـ"StuG" ولكن مع إنشاء StuG IV أعيد تعيينه بـ "StuG III" للتمييز بين الاثنين. في البداية، كان الهدف منه أن تكون منصات مدرعة متحركة ومتنقلة، مما يوفر دعمًا ناريًا قريبًا للمشاة لتدمير المخابئ وغيرها من المواقع الراسخة. مع تقدم الحرب، جعلها عدد من جوانب سلسلة StuG مكملاً قيّمًا لقوات بانزر.
بعد غزو الاتحاد السوفيتي في عام 1941، تطورت مشكلة كبيرة عندما تم اكتشاف أن التسلح الرئيسي على دبابات بانزر-2 و3 غير كاف للتعامل مع الدبابات السوفيتية تي-34 وكي فيه-1 الأثقل. كما ثبت أن المدافع الألمانية الرئيسية المضادة للدبابات، وهي 3.7 سم باك 36، غير قادرة على اختراق دروع هذه التصميمات السوفيتية. تم تطوير مدفع أكثر قوة، وهو 7.5 سم باك 40، لكنه لم يكن مناسبًا لتركيب على برج الدبابة بانزر 3، الدبابة المتوسطة الأساسية في ألمانيا في ذلك الوقت. ومع ذلك، فقد وجد أن StuGs التي لا تحتوي على برج لديها مساحة كافية في مقصورة الطاقم لتركيب مدفع عيار 75 مم باك 40، وتم إجراء هذا التعديل. أثبتت المركبة الجديدة أنها مدمرة فعالة للدبابات. لم يكن مدفعها الرئيسي قويًا بما يكفي لضرب الدبابات السوفيتية الجديدة فحسب، بل كان هيكل دبابة بانزر 3 الذي كان يعتمد عليه قويًا للغاية وموثوقًا به، كما أن الطلاء المتزايد للدروع مع صورة ظلية منخفضة جعلها مركبة صعبة التدمير. أصبح StuG III المركبة القتالية المدرعة الأكثر إنتاجًا في ألمانيا النازية خلال الحرب العالمية الثانية بإنتاج حوالي 10000 قطعة منها.
تم استخدام StuG في المقام الأول داخل Sturmartillerie، وهو فرع من المدفعية في الفيرماخت. حتى نهاية الحرب العالمية الثانية 

## تاريخ التصنيع

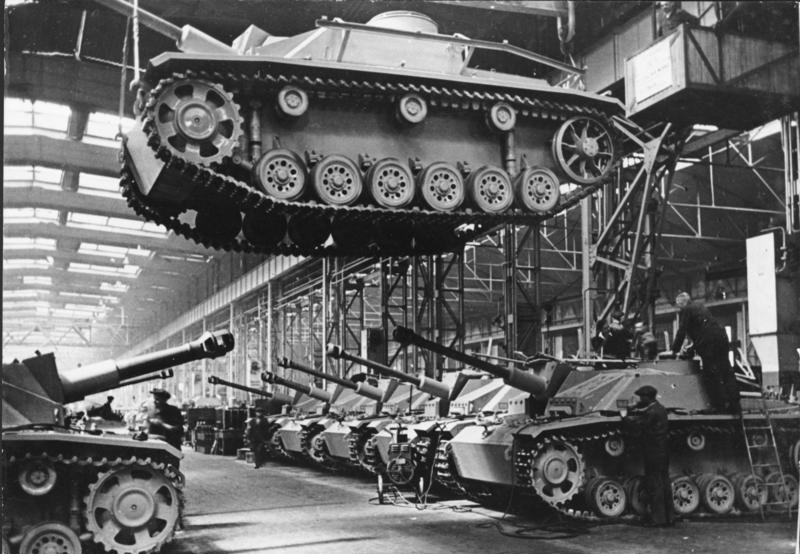
مصنع إنتاج الكيت

بعد هزيمة الإمبراطورية الألمانية في الحرب العالمية الأولى، بدأ القادة العسكريون في الرايخويهر في التفكير في كيفية توفير وحدات المدفعية المدرعة المتنقلة لدعم وحدات المشاة المتقدمة. أوصى العقيد إريك فون مانشتاين بمفهوم المشاة Begleitbatterien (بطاريات مرافقة) إلى الجنرال بيك، رئيس الأركان العامة في عام 1935. افترض مانشتاين أن المركبة لن تستخدم كما يستخدم المرء دبابة، بل كوسيلة دعم للمشاة لتدمير الأهداف المحصنة من خلال إطلاق النار المباشر. كانت مهمتها تدمير الأعمال الدفاعية الجاهزة، ومواقع المدافع الرشاشة والدبابات. لم يكن من المفترض استخدامه لاستغلال الاختراقات والدخول إلى مناطق العدو الخلفية، كما كان الغرض من وحدات Panzertruppen القيام به.

### StuG III
أعطيت شركة دايملر بنز أمرًا بتطوير وإنتاج مثل هذا السلاح في 15 يونيو 1936. قاموا بإنشاء خمسة نماذج أولية، بناءً على هيكل دبابة بانزر 3، والتي لم تكن مفيدة للعمليات القتالية ولكنها أثبتت قيمتها للتدريب.
وصلت وحدات الإنتاج الأولى، Sturmgeschütz III Ausf A، في عام 1940 محملة بالمدافع مثل مدفع 75 مم StuK 37L / 24 وزيادة درع البدن الأمامي (من 30 مم إلى 50 مم).  تم تركيب التسلح الرئيسي، الذي كان له اجتياز جانبي محدود، مباشرة في بدن على شكل مكمن. وقد أدى ذلك إلى إنشاء أقل مظهر جانبي ممكن لتقليل ارتفاع السيارة، مما يجعل من الصعب ضرب StuG وأسهل للحماية في اختراق الهيكل.

## الاستخدام القتالي

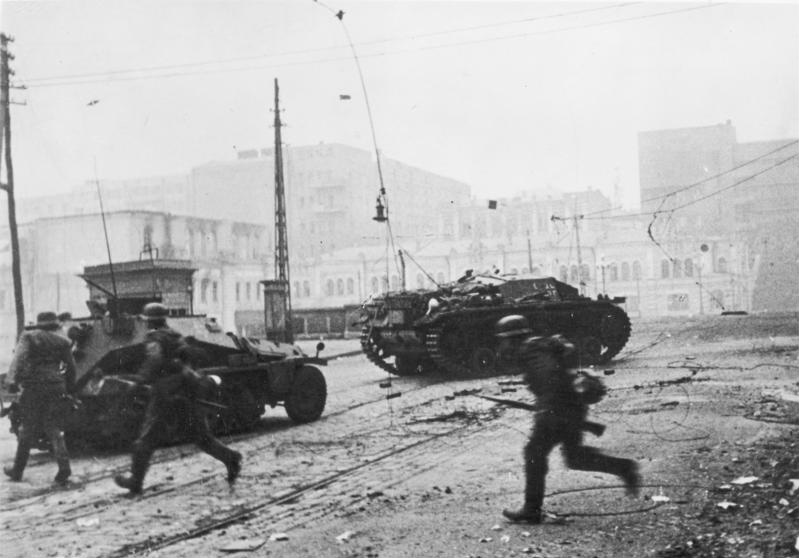
StuG في الخدمة أثناء معركة خاركوف الأولى، أكتوبر 1941

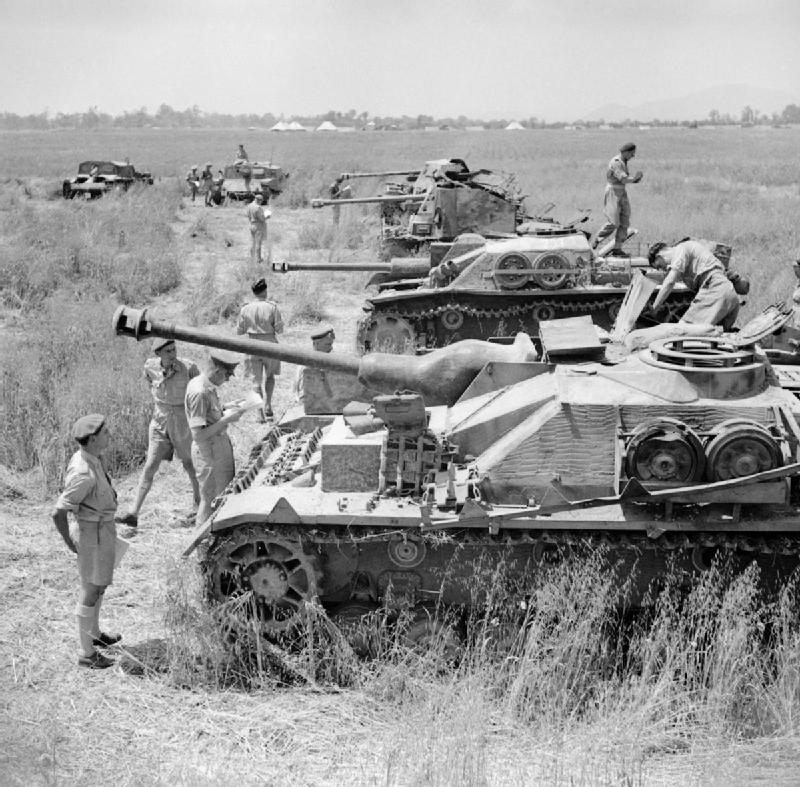
قامت القوات البريطانية بفحص المعدات الألمانية التي تم الاستيلاء عليها، بما في ذلك StuG IV وStuG III

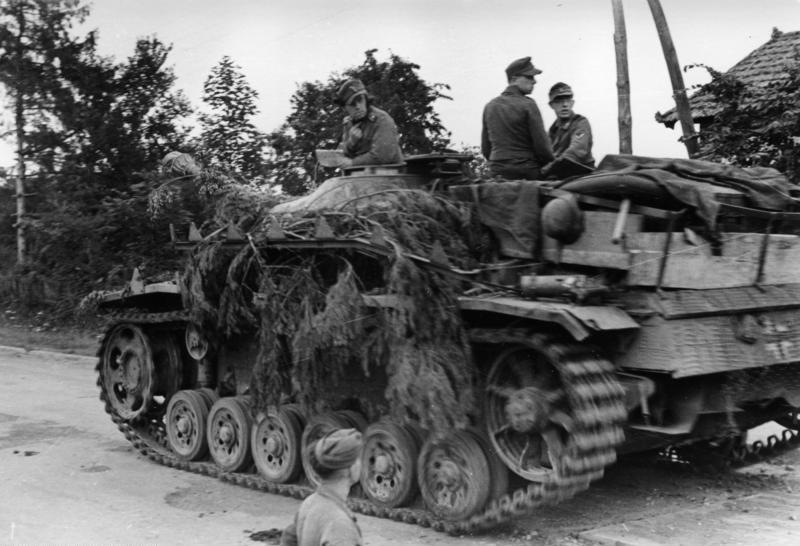
StuG III في نورماندي

خلال عامي 1942 و1943، كانت StuG واحدة من أكثر المركبات التي تم تتبعها فعالية في الحرب العالمية الثانية، كما هو موضح من حيث مركبات المعارضة المدمرة. تم إنتاج أكثر من 10000 StuGs في نهاية المطاف.  أصبح عدم القدرة على تحريك المدفع (لا تملك برج مدفع) في بعض الأحيان ضعفًا كبيرًا، وغياب مدفع رشاش خفيف داخلي في النماذج الأولية ترك StuG عرضة لهجوم المشاة من مسافة قريبة. تمت إضافة مدفع رشاش ودرع إلى الإصدارات اللاحقة.
ولانه لا يملك مدفع برج وهكذا كان StuG أكثر نجاحًا في الأدوار الدفاعية، مثل الكمين، بدلاً من كونه مركبة هجومية.

### ستوج الرابع
في نوفمبر 1943، تم قصف الكيت، وهي شركة كبرى في تصنيع شتورمجيشوتس 3، كجزء من حملة سلاح الجو الملكي البريطاني ضد برلين، وانخفض إنتاج الشركة من 255 شتورمجيشوتس 3 في أكتوبر 1943، إلى 24 مركبة فقط في ديسمبر. في مؤتمر ديسمبر 1943، رحب هتلر باقتراح أخذ البنية الفوقية شتورمجيشوتس 3 وتركيبها على هيكل دبابة بانزر-4 لتعويض فقدان إنتاج شتورمجيشوتس 3. أعاد ذلك تشغيل مشروع شتورمجيشوتس 4، الذي كان قد تم النظر فيه ورفض في وقت سابق. البنية الفوقية لشتورمجيشوتس 3. تم تركيب G على هيكل بانزر-4. يستخدم مصنع كروب، الذي لم ينتج بانزر 3، هيكل بانزر 4 مع بنية شتورمجيشوتس 3 المعدلة، مع مقصورة صندوق للسائق المضافة. كان الوزن القتالي 23 طناً، أخف من 23.9 طن لطراز شتورمجيشوتس 3. G. في 16-17 ديسمبر 1943، تم عرض شتورمجيشوتس 4 على هتلر ووافق عليها. لتعويض العجز الكبير في إنتاج شتورمجيشوتس 3، حصل إنتاج شتورمجيشوتس 4 على دعم كامل.